# Amorbach
Amorbach – miasto w Niemczech, w kraju związkowym Bawaria, w rejencji Dolna Frankonia, w regionie Bayerischer Untermain, w powiecie Miltenberg. Leży w Odenwaldzie, około 6 km na południe od Miltenberga, nad rzeką Mud, przy drodze B47 i linii kolejowej Osterburken – Miltenberg.

## Zabytki i atrakcje
- zbiór sztuki i Muzeum Dzbanków do Herbaty (Teekannenmuseum) – największe muzeum w Europie
- kościół parafialny pw. św. Gangolfa (St. Gangolf)
- klasztor Amorbach

## Osoby urodzone w Amorbach
- Johann Amerbach – drukarz
- Franz Joseph von Stein – biskup Würzburga, Monachium i Freising
- Karl von Tubeuf – patolog

## Galeria

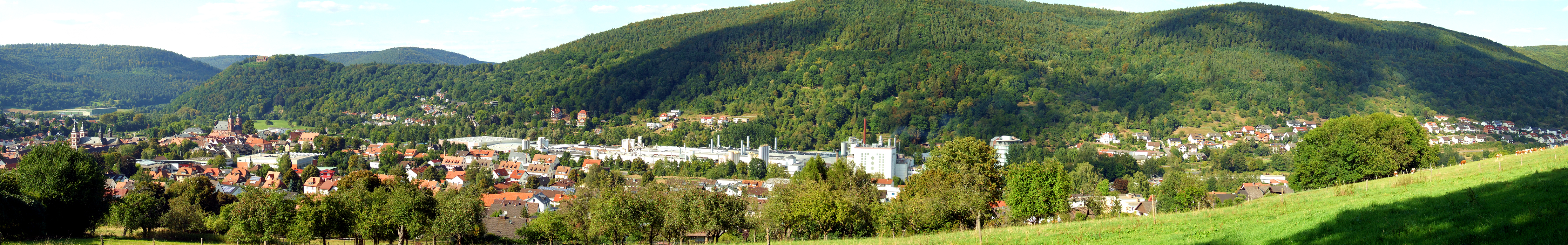
Panorama miasta i Schneeberga
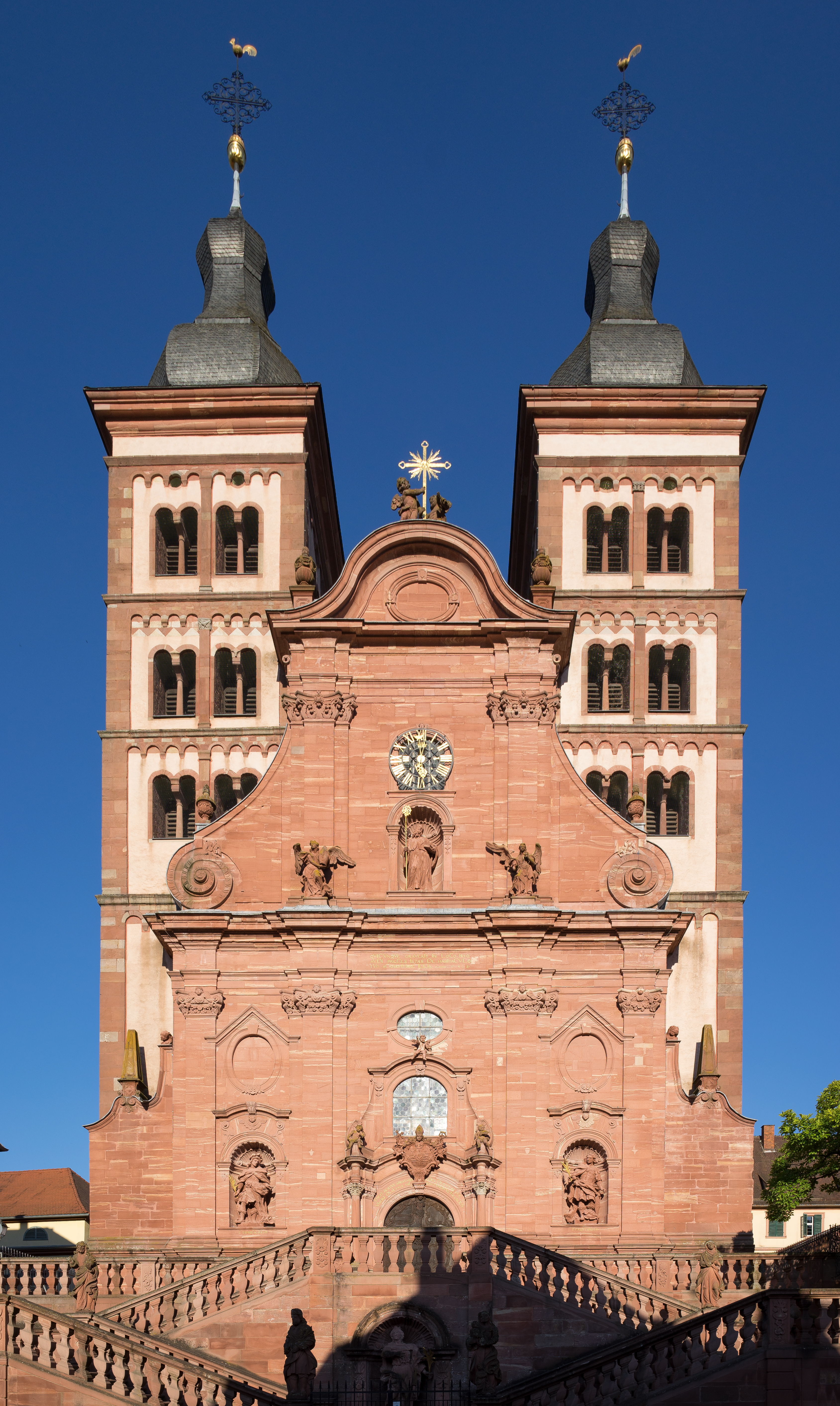
Klasztor Amorbach
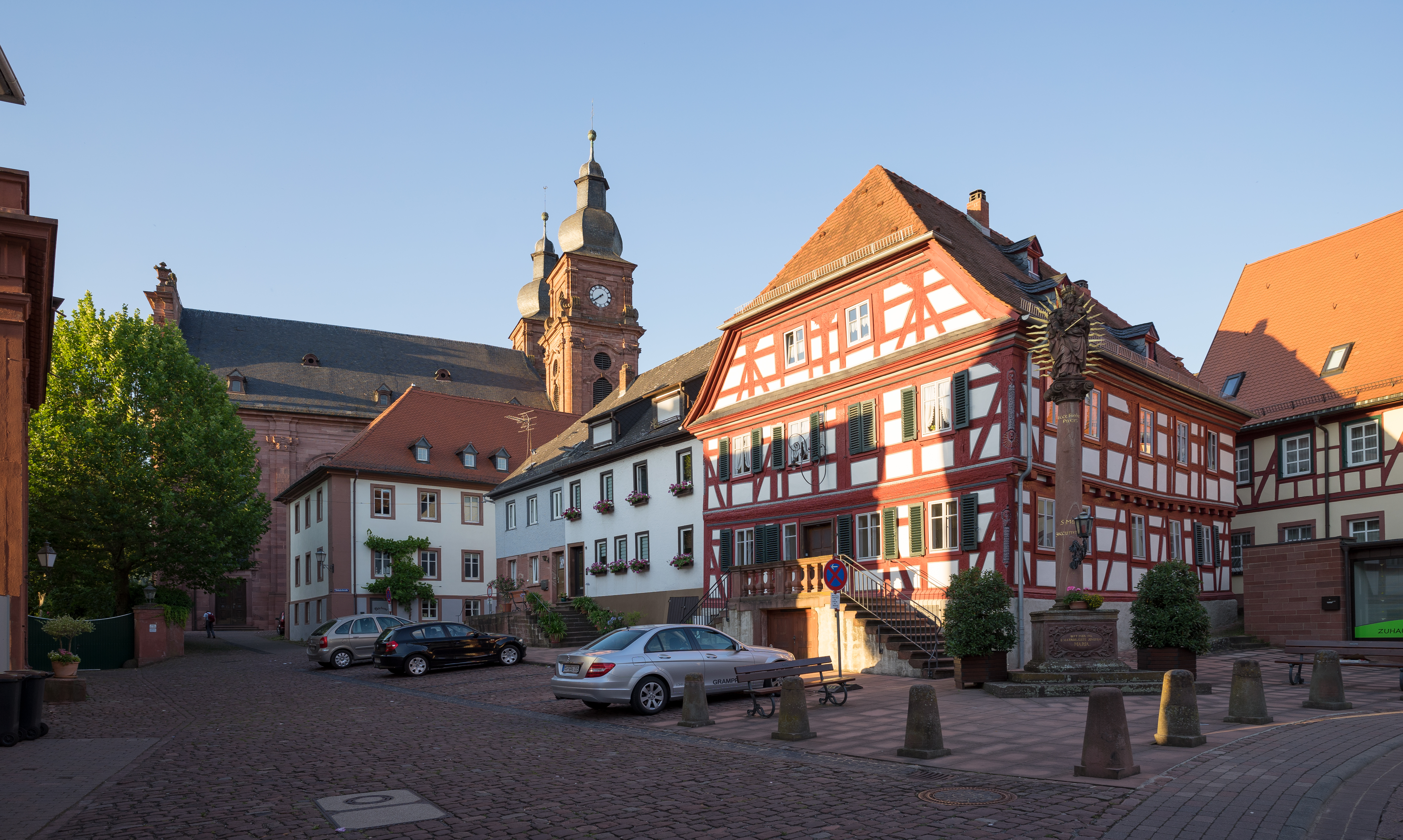
Kościół pw. św. Gangolfa (St. Gangolf)
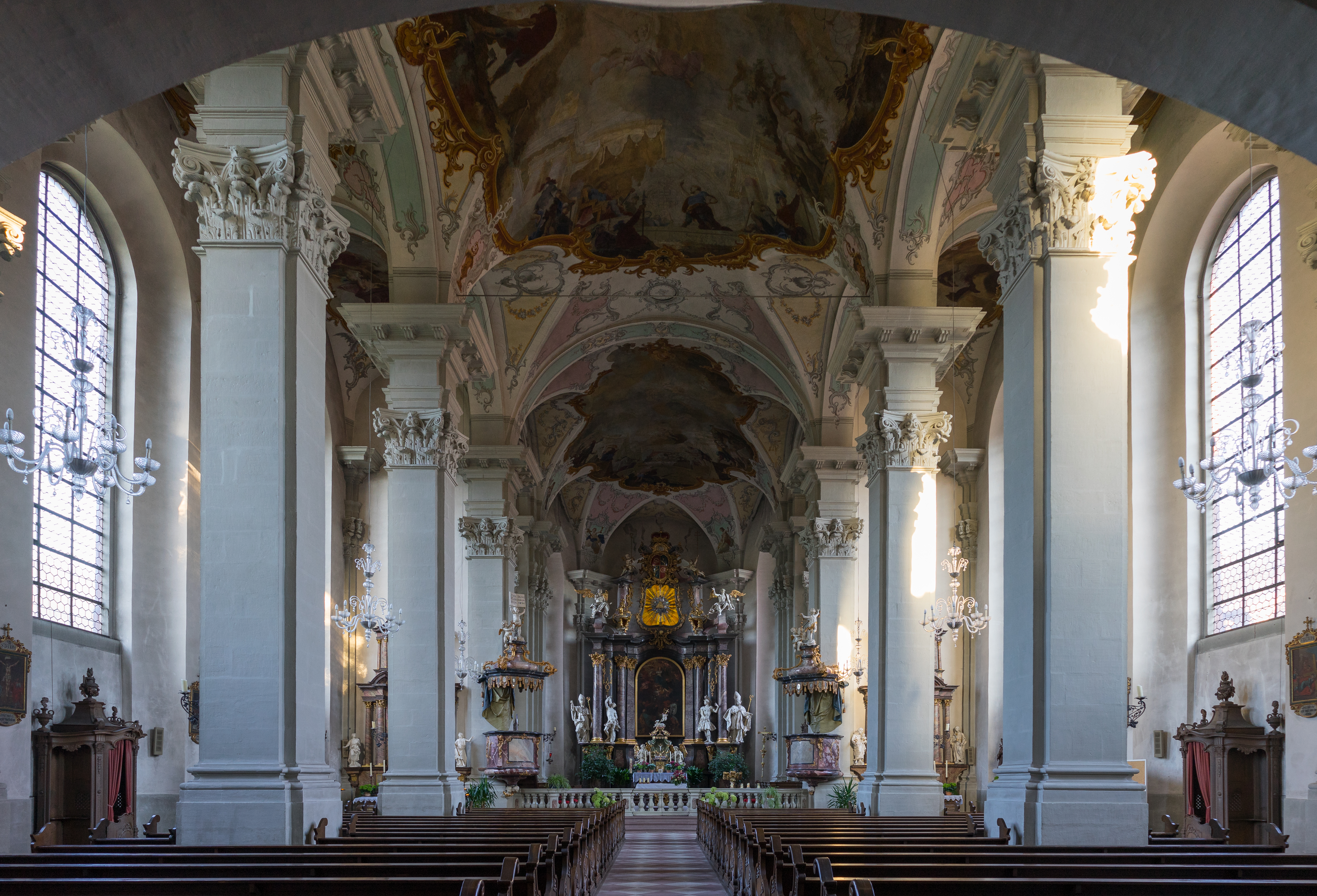
Wnętrze kościoła pw. św. Gangolfa
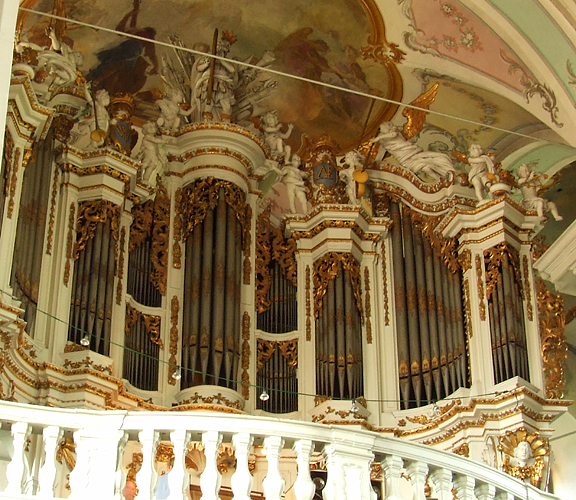
Prospekt organowy w kościele pw. św. Gangolfa
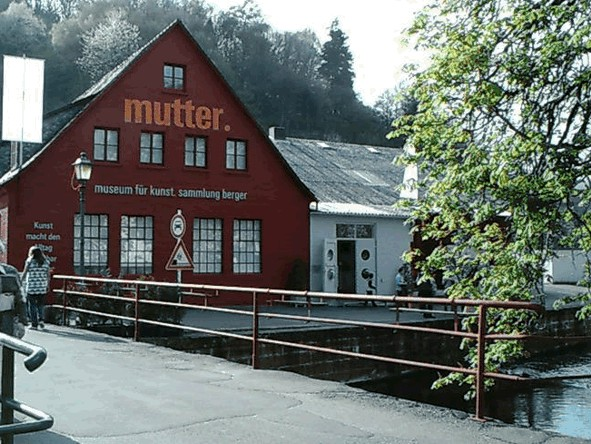
Muzeum